# فرانك ميلز (ممثل بريطاني)
فرانك ميلز (بالإنجليزية: Frank Mills)‏ هو ممثل بريطاني، ولد في 1929 بلندن في المملكة المتحدة.

## وصلات خارجية
- فرانك ميلز على موقع IMDb (الإنجليزية)
- فرانك ميلز على موقع ميوزك برينز (الإنجليزية)
- فرانك ميلز على موقع أول موفي (الإنجليزية)
- فرانك ميلز على موقع قاعدة بيانات الأفلام السويدية (السويدية)
- فرانك ميلز على موقع قاعدة بيانات الفيلم (الإنجليزية)
- فرانك ميلز على موقع كينوبويسك (الروسية)